# Peter Lambert
Peter Lambert (1859–1939) fue un horticultor, rosalista hibridador de rosas alemán.
Un hibridador de finales del siglo XIX, todavía celebrado por sus obtenciones 'Frau Karl Druschki' (1900) y 'Gartendirektor Otto Linne', (1934). También cultivó unas series de rosas arbustivas llamadas "Lambertianas", y 'Trier', que está considerado el ancestro de la mayoría del grupo Híbrido almizcleño.
La idea de crear una maravillosa colección de rosas en Sangerhausen (Europa-Rosarium) fue concebido por Peter Lambert en 1897, llegando a ser una realidad en 1903.

## Biografía
Peter Lambert nació el 1 de junio de 1859 Trier, Alemania. Adquirió un conocimiento de las rosas trabajando con su padre Nicholas Lambert en el vivero Lambert & Reiter, más tarde Lambert & Söhne (Lambert & Hijos). Los hermanos Johann y Nicholas habían comenzado la empresa en 1869 con Jean Reiter, un viverista. Peter estudió en una escuela prusiana de horticultura y adquirió experiencia trabajando en viveros de Francia e Inglaterra. En 1891 comenzó su propio vivero, con el tiempo que emplea a más de setenta trabajadores.
En 1900 se casó con Léonie Lamesch, hija de un rosalista luxemburgués. A ella le había dedicado uno de sus obtentores de Polyanthas enanas cruzando Polyanthas con Noisettes. Mantuvo buenas relaciones con los viveros de Luxemburgo (Soupert y Notting, Gemen-Bourg, y Ketten Freres), que distribuían sus variedades.
Peter Lambert ayudó a crear la rosaleda Europa-Rosarium de Sangerhausen en 1904 y el Zweibrücken rosarium en 1914. También fue el fundador de la « "Verein Deutscher Rosenfreunde" »  (Sociedad de la rosa de Alemania). Fue el director y editor del Rosen-Zeitung 1890–1911. Formó parte del jurado para las competiciones de rosas en San Petersburgo, París, Haarlem, Londres, Lyon y Florencia.
Los catálogos de rosas de Lambert en los años 1914-1931 son un valioso tesoro de las rosas más importantes de su época.
Las dedicatorias de las rosas de Lambert (más de 100 para 1914) hacen un estudio de los tiempos de guerra en la Alemania contemporánea y de la sociedad antes de la guerra. No son las personas habituales y sus relaciones con el mundo de la rosa. Los homenajeados son del mismo modo tanto aristocráticas como militares, aunque el sable sacude con más fuerza de lo habitual: la rosa 'Herero-Trotha' celebra a los esfuerzos genocidas en África del Sudoeste Alemana de von Trotha. Danzig es declarada en 1935 ser 'Deutsches Danzig.'. Hay también rosas dedicadas a un "asesor económico", un "asesor financiero" y una "persona de confianza", sin duda prominentes funcionarios públicos. Otros nombres muestran el interés de Lambert en poetas ('Hoffmann von Fallersleben'), zonas vitivinícolas y los jugadores de ajedrez.
Lambert murió el 20 de febrero de 1939.
"El jardín de Lambert en las paredes de la antigua abadía benedictina de Trier y su colección de rosas ... todos fueron destruidos durante la Segunda Guerra Mundial." Después de la guerra, una calle en Trier fue nombrado en su honor, y una rosaleda  en el Parque Nells-Nells Ländchen plantada en su honor.

## Hibridación de rosas
Desde finales de la década de 1890 Lambert comenzó a crear sus propias obtentores variedades de rosas, la introducción de los primeros en 1899. Las "Tres Gracias del alsaciano Schmitt" - las rosas 'Thalia', 'Euphrosyne' y 'Aglaïa'- fueron promocionados por Lambert y proporcionaron material para muchos de sus primeros cruces.
Durante cincuenta años, Lambert creó admiradas rosas del grupo híbrido de té ('Kaiserin Auguste Viktoria', 'Frau Karl Druschki'), Chinas ('Unermüdliche'), híbridos perpetuas('Moselblümchen'), cruces de Rosa rugosa ('Schneezwerg'), Pernetianas ('Von Scharnhost'), Bourbon y cruces de Chinas ('Adam Messerich') y Multiflora escaladores ('Mosel').
Lambert seleccionó las rosas por su fortaleza y su resistencia saudable con el fin de evitar a los padres que muestran una debilidad por el moho delmildiu o la roya. Como resultado, un siglo después, sus rosas siguen siendo unas de las más saludables ... En 1905, Lambert nombró al vigoroso arbusto de floración remontante 'Trier' en honor a su ciudad natal. Luego utilizó 'Trier' para desarrollar una gran clase distinta de arbustos de floración remontante de híbridas almizcleñas y trepadoras con hojas maravillosamente hermosos y un delicioso olor fuerte. Estas son conocidas como la "Lambertianas".
Lambert y su firma sobrevivieron a la Primera Guerra Mundial, pero
la derrota y la humillación de la Primera Guerra Mundial pesaron mucho sobre él ... y para él la década de 1920 fueron momentos difíciles para ganarse la vida. Su curiosidad natural se desvaneció, y no pudo seguir el ritmo de las innovaciones de los creadores de rosas más jóvenes ... se metió cada vez más en sus propias líneas de mejoramiento y rara vez pensó en los nuevos genes a partir de los avances de otros creadores.
No es sorprendente que la producción de nuevas variedades se redujo en la década de 1930, sus propios setenta. Pero las muy tardías 'Mozart' y 'Martha Lambert' son sorprendentes y originales.

## Algunas de las rosas Peter Lambert[7]
| 'Moselblümchen'                            | 1889 | Híbrido perpetuo            | Rojo                   |  |  |  |
| 'Rheingold'                                | 1889 | Rosa de té                  | Amarillo y naranja     |  |  |  |
| 'Kaiserin Auguste Viktoria'                | 1891 | Híbrido de té               | Blanco                 |  |  |  |
| 'Mosella'                                  | 1895 | Polyantha                   | Amarillo y crema       |  |  |  |
| 'Thalia' (por Schmitt)                     | 1895 | Trepador                    | Blanco                 |  |  |  |
| 'Euphrosyne' (por Schmitt)                 | 1896 | Multiflora Trepador         | Rosa                   |  |  |  |
| 'Aglaïa' (por Schmitt)                     | 1895 | Multiflora híbrido          | Amarillo suave         |  |  |  |
| 'Frau Geheimrat von Boch'                  | 1897 | Rosa de té                  | Crema, bordes rosa     |  |  |  |
| 'Hélène'                                   | 1897 | Multiflora trepador         | Lila y rosa            |  |  |  |
| 'Oscar Kordel'                             | 1897 | Híbrido perpetuo            | Rojo carmín            |  |  |  |
| 'Balduin'                                  | 1898 | Híbrido de té               | Rojo                   |  |  |  |
| 'Großherzogin Viktoria Melitta von Hessen' | 1898 | Híbrido de té               | Blanco                 |  |  |  |
| 'Herzogin Marie von Ratibor'               | 1898 | Rosa de té                  | Mezcla de amarillos    |  |  |  |
| 'Reichsgraf von Kesselstatt'               | 1898 | Rosa de té                  | Mezcla de rosas        |  |  |  |
| 'Eugenie Lamesch'                          | 1899 | Polyantha                   | Mezcla de amarillos    |  |  |  |
| 'Goldquelle'                               | 1899 | Rosa de té                  | Amarillo y blanco      |  |  |  |
| 'Hofgartendirektor Graebener'              | 1899 | Híbrido de té               | Mezcla de amarillos    |  |  |  |
| 'Papa Lambert'                             | 1899 | Híbrido de té               | Rosa medio             |  |  |  |
| 'Léonie Lamesch'                           | 1899 | Polyantha                   | Cobre                  |  |  |  |
| 'Frau Syndica Roeloffs'                    | 1900 | China                       | Amarillo intenso       |  |  |  |
| 'Schneewittchen'                           | 1901 | Polyantha                   | Crema                  |  |  |  |
| 'Katharina Zeimet'                         | 1901 | Polyantha                   | Blanco                 |  |  |  |
| 'Tiergarten'                               | 1901 | Multiflora híbrido          | Amarillo intenso       |  |  |  |
| 'Frau Karl Druschki'                       | 1901 | Híbrido de té               | Blanco                 |  |  |  |
| 'Aschenbrödel'                             | 1902 | Polyantha                   | Rosa suave             |  |  |  |
| 'Domkapitular Dr. Lager'                   | 1903 | Híbrido de té               | Salmón-rosa            |  |  |  |
| 'Frau Lilla Rautenstrauch'                 | 1903 | Híbrido de té               | Naranja-rosa           |  |  |  |
| 'Freiherr von Marschall'                   | 1903 | Tea                         | Carmín-rojo            |  |  |  |
| 'Gustav Grünerwald'                        | 1903 | Híbrido de té               | Rosa                   |  |  |  |
| 'Morgenrot'                                | 1903 | Trepador                    | Rojo                   |  |  |  |
| 'Philippine Lambert'                       | 1903 | Polyantha                   | Rosa                   |  |  |  |
| 'Schneekopf'                               | 1903 | Polyantha                   | Blanco                 |  |  |  |
| 'Thalia Remontant'                         | 1903 | Multiflora híbrido Trepador | Blanco                 |  |  |  |
| 'Abelle Weber-Paté'                        | 1904 | Polyantha                   | Blanco                 |  |  |  |
| 'Adolphe van den Heede'                    | 1904 | Híbrido de té               | Crema                  |  |  |  |
| 'Edu Meyer'                                | 1904 | Híbrido de té               | Amarillo               |  |  |  |
| 'Frau Cecilie Walter'                      | 1904 | Polyantha                   | Amarillo suave         |  |  |  |
| 'Hélène Videnz'                            | 1904 | Multiflora híbrido          | Salmón-rosa            |  |  |  |
| 'Gruß an Zabern'                           | 1904 | Multiflora híbrido          | Mezcla de blancos      |  |  |  |
| Kleiner Alfred                             | 1904 | Polyantha                   | Yellow                 |  |  |  |
| 'Oberhofgärtner A. Singer'                 | 1904 | Híbrido perpetuo            | Rojo carmín            |  |  |  |
| Otto von Weddingen                         | 1904 |                             |                        |  |  |  |
| Unermüdliche                               | 1904 | China                       | Pink blend             |  |  |  |
| 'Trier'                                    | 1904 | Multiflora híbrido          | Crema                  |  |  |  |
| 'Abendstern'                               | 1905 | Multiflora híbrido          | Mezcla de blancos      |  |  |  |
| 'Augenschein'                              | 1905 | Multiflora híbrido          | Amarillo–blanco        |  |  |  |
| Direktor W. Cordes                         | 1905 | Híbrido de té               | Mezcla de amarillo     |  |  |  |
| Graf Fritz von Hochberg                    | 1905 | Híbrido de té               | Salmón-rosa            |  |  |  |
| Hermann Raue                               | 1905 | Híbrido de té               | Salmón-rosa            |  |  |  |
| Herrin von Lieser                          | 1905 | Híbrido de té               | Amarillo suave         |  |  |  |
| Lucien de Lemos                            | 1905 | Híbrido de té               | rosa suave             |  |  |  |
| 'Carmen'                                   | 1906 | híbrido rugosa              | Rojo oscuro            |  |  |  |
| Frau Ernst Borsig                          | 1906 | Híbrido de té               | Carmín rosado          |  |  |  |
| Herero-Trotha                              | 1906 | Tea                         | Amarillo               |  |  |  |
| Lina Schmidt-Michel                        | 1906 | Híbrido de té               | Rosa                   |  |  |  |
| Frau Alfred Mauthner                       | 1907 | Híbrido de té               | Rosa                   |  |  |  |
| 'Avelsbach'                                | 1908 | Multiflora híbrido          | Rojo y amarillo        |  |  |  |
| 'Frau Geheimrat Dr. Staub'                 | 1908 | Trepador                    | Rojo oscuro            |  |  |  |
| Frau Oberhofgärtner Singer                 | 1908 | Híbrido de té               | Mezcla de rosas        |  |  |  |
| Frau Oberhofgärtner Luiger                 | 1908 | Híbrido de té               | Rosa y blanco          |  |  |  |
| Frau Philipp Siesmayer                     | 1908 | Híbrido de té               | Naranja-rosa           |  |  |  |
| 'Großherzog Friedrich von Baden'           | 1908 | Híbrido de té               | Mezcla de rosas        |  |  |  |
| 'Parkfeuer'                                | 1908 | híbrido foetida             | Escarlata              |  |  |  |
| 'Philipp Paulig'                           | 1908 | Híbrido perpetuo            | Rojo oscuro            |  |  |  |
| Rankende Miniature                         | 1908 | Polyantha                   | Light pink             |  |  |  |
| 'Rose Benary'                              | 1908 | Híbrido de té               | Rosa y amarillo        |  |  |  |
| 'Adrian Reverchon'                         | 1909 | Multiflora híbrido          | Carmín-rosa            |  |  |  |
| 'Alsterufer'                               | 1909 | Híbrido de té               | Carmesí-carmín         |  |  |  |
| Backfisch                                  | 1909 | Polyantha                   | Salmon-pink            |  |  |  |
| Bettelstudent                              | 1909 | Polyantha                   | Carmine-red            |  |  |  |
| Cineraria                                  | 1909 | Polyantha                   | Red                    |  |  |  |
| 'Excellenz Kuntze'                         | 1909 | Multiflora híbrido          | Amarillo suave         |  |  |  |
| 'Excellenz von Schubert'                   | 1909 | Multiflora híbrido          | Carmín-rosa            |  |  |  |
| 'Frau Alexander Weiß'                      | 1909 | Polyantha                   | Rosa                   |  |  |  |
| 'Frau Oberhofgärtner Schulze'              | 1909 | Polyantha                   | Rosa profundo          |  |  |  |
| 'Frau Ottilie Lüntzel'                     | 1909 | Polyantha                   | Crema                  |  |  |  |
| 'Geheimrat Dr. Mittweg'                    | 1909 | Polyantha                   | Mezcla de rosas        |  |  |  |
| 'Gustel Mayer'                             | 1909 | Polyantha                   | Rojo                   |  |  |  |
| 'Hildenbrandseck'                          | 1909 | Rugosa híbrido              | Carmín-rojo            |  |  |  |
| 'Kommerzienrat W. Rautenstrauch'           | 1909 | Híbrido foetida             | Mezcla salmón-rosa     |  |  |  |
| 'Lustige Witwe'                            | 1909 | Polyantha                   | Carmín-rojo            |  |  |  |
| 'Mieze'                                    | 1909 | Polyantha                   | Naranja-amarillo       |  |  |  |
| 'Mme Léon Simon'                           | 1909 | Híbrido de té               | Rosa intenso           |  |  |  |
| 'Tip-Top'                                  | 1909 | Polyantha                   | Orange-yellow          |  |  |  |
| Trierisch Kind                             | 1909 | Polyantha                   | Pink-mauve             |  |  |  |
| Unser Peti                                 | 1909 | Polyantha                   | Peach-pink             |  |  |  |
| 'Zigeunerknabe' (por Geschwind)            | 1909 | Bourbon híbrido             | Violeta y rojo         |  |  |  |
| 'Excellenz M. Schmidt-Metzler'             | 1910 | Híbrido de té               | Mezcla de blancos      |  |  |  |
| 'Gartenstadt Liegnitz'                     | 1910 | Polyantha                   | Púrpura-rojo           |  |  |  |
| 'Gräfin Stefanie Wedel'                    | 1910 | Híbrido de té               | Mezcla de blancos      |  |  |  |
| 'Freifrau Ida von Schubert'                | 1911 | Híbrido de té               | Rojo oscuro            |  |  |  |
| 'Fürstin von Pless'                        | 1911 | Rugosa híbrido              | Blanco                 |  |  |  |
| 'Hauff'                                    | 1911 | Multiflora híbrido          | Mezcla de malvas       |  |  |  |
| 'Goethe' (posible por Geschwind)           | 1911 | Musgosa                     | Escarlata              |  |  |  |
| 'Schneezwerg'                              | 1911 | Híbrido rugosa              | Blanco                 |  |  |  |
| 'Amalie de Greiff'                         | 1912 | Híbrido de té               | Coral-rosa             |  |  |  |
| 'Heine'                                    | 1912 | Multiflora híbrido          | Blanco                 |  |  |  |
| 'Luise Lilia'                              | 1912 | Híbrido de té               | Rojo oscuro            |  |  |  |
| 'Oriole'                                   | 1912 | Multiflora híbrido          | Amarillo               |  |  |  |
| 'Arndt'                                    | 1913 | Multiflora híbrido Trepador | Rosa salmón            |  |  |  |
| 'Baron Palm'                               | 1913 | Híbrido de té               | Rojo                   |  |  |  |
| 'Frau von Brauer'                          | 1913 | Wichurana híbrido           | Blanco                 |  |  |  |
| 'Freifrau von der Goltz'                   | 1913 | Híbrido de té               | Salmón-rosa            |  |  |  |
| 'Freifrau von Marschall'                   | 1913 | Wichurana híbrido           | Rosa suave             |  |  |  |
| 'Fritz Reuter'                             | 1913 | Multiflora híbrido          | Rojo carmín            |  |  |  |
| 'Jona'                                     | 1913 | Híbrido de té               | Rojo                   |  |  |  |
| 'Mannheim'                                 | 1913 | Híbrido de té               | desconocido            |  |  |  |
| 'Ökonomierat Echtermayer'                  | 1913 | Híbrido de té               | Carmín rosa            |  |  |  |
| 'Prinzessin Adolf zu Schaumburg-Lippe'     | 1913 | Híbrido de té               | desconocido            |  |  |  |
| 'Resi Bindseil'                            | 1913 | Híbrido perpetuo            | Rojo                   |  |  |  |
| 'Schiller'                                 | 1913 | Multiflora híbrido          | Mezcla rosa melocotón  |  |  |  |
| 'Leonie Lambert'                           | 1913 | Híbrido perpetuo            | Rosa suave             |  |  |  |
| 'Dr. Bender'                               | 1914 | Tea                         | desconocido            |  |  |  |
| 'H. F. Eilers'                             | 1914 | Híbrido de té               | Carmín-rojo            |  |  |  |
| 'Herzogin von Calabrien'                   | 1914 | Híbrido de té               | Crema                  |  |  |  |
| 'Körner'                                   | 1914 | Multiflora híbrido          | Naranja-amarillo       |  |  |  |
| 'Lessing'                                  | 1914 | Multiflora híbrido          | Rosa, rayas blancas    |  |  |  |
| 'Margarete Heike'                          | 1914 | Polyantha                   | Blanco                 |  |  |  |
| 'Peter Rosegger'                           | 1914 | Multiflora Trepador         | Rosa-coral             |  |  |  |
| 'Rückert'                                  | 1914 | Multiflora Trepador         | Amarillo               |  |  |  |
| 'Prinzessin Hildegard von Bayern'          | 1914 | Híbrido de té               | Amarillo suave         |  |  |  |
| 'Detlev von Liliencron'                    | 1915 | híbrido foetida             | Crema                  |  |  |  |
| 'Emmy von Dippe'                           | 1915 | Híbrido de té               | Amarillo-rosa          |  |  |  |
| 'Generalin Isenbart'                       | 1915 | Híbrido de té               | Rosa                   |  |  |  |
| 'Generaloberst von Hindenburg'             | 1915 | Híbrido de té               | Mezcla rosas           |  |  |  |
| 'Graf Silva Tarouca'                       | 1915 | Híbrido de té               | Carmín-rojo            |  |  |  |
| 'Gruß an Zweibrücken'                      | 1915 | Híbrido de té               | Rojo oscuro            |  |  |  |
| 'Helene von Zwehl'                         | 1915 | China                       | Coral-rojo             |  |  |  |
| 'Kaiser Franz Joseph'                      | 1915 | Pernetiana                  | Naranja–rosa intenso   |  |  |  |
| 'Kapitän von Müller'                       | 1915 | Híbrido de té               | Carmín                 |  |  |  |
| 'Kronprinz Ruprecht'                       | 1915 | Híbrido perpetuo            | Rojo oscuro            |  |  |  |
| 'Von Hardenberg'                           | 1915 | híbrido lutea               | Crema                  |  |  |  |
| 'Weddigen'                                 | 1915 | Híbrido de té               | Rosa suave             |  |  |  |
| 'Generaloberst von Kluck'                  | 1916 | Híbrido de té               | Carmín-rojo            |  |  |  |
| 'Graf Fritz von Schwerin'                  | 1916 | Híbrido de té               | Rosa                   |  |  |  |
| 'Königin Maria Therese'                    | 1916 | Híbrido de té               | Carmín rosa            |  |  |  |
| 'Kronprinz Wilhelm'                        | 1916 | Híbrido de té               | Mezcla de rosas        |  |  |  |
| 'Wieland'                                  | 1916 | Polyantha híbrido           | Rojo                   |  |  |  |
| 'Gellert'                                  | 1917 | Multiflora híbrido Trepador | Blanco                 |  |  |  |
| 'Hoffmann von Fallersleben'                | 1917 | Multiflora híbrido Trepador | Mezcla de albaricoques |  |  |  |
| 'Uhland'                                   | 1917 | Polyantha híbrido           | Amarillo-naranja       |  |  |  |
| 'Hermann Robinow'                          | 1918 | Pernetiana                  | Salmón-rosa            |  |  |  |
| 'Justizrat Dr. Hessert'                    | 1918 | Híbrido de té               | Mezcla de rosas        |  |  |  |
| 'Dr. Helfferich'                           | 1919 | Híbrido de té               | Rosa                   |  |  |  |
| 'Dr. Ing. H. Blohm'                        | 1919 | Híbrido perpetuo            | Rojo oscuro            |  |  |  |
| 'Heinrich Conrad Söth'                     | 1919 | Multiflora híbrido          | Rosa intenso           |  |  |  |
| 'Lisbeth Stellmacher'                      | 1919 | Polyantha                   | Dorado-=amarillo       |  |  |  |
| 'Adam Messerich'                           | 1920 | Bourbon                     | Rosa                   |  |  |  |
| 'Marie Henriette Gräfin Chotek'            | 1920 | Multiflora Trepador         | Carmesí                |  |  |  |
| 'Mosel'                                    | 1920 | Multiflora trepador         | Malva                  |  |  |  |
| 'Von Scharnhorst'                          | 1921 | Pernetiana                  | Amarillo suave         |  |  |  |
| 'Bischof Dr. Korum'                        | 1922 | Híbrido perpetuo            | Rosa y amarillo        |  |  |  |
| 'Chamisso'                                 | 1922 | Multiflora trepador         | Rosa suave             |  |  |  |
| 'Frau H. Stakemann'                        | 1922 | Híbrido de té               | desconocido            |  |  |  |
| 'Therese Zeimet-Lambert'                   | 1923 | Híbrido de té               | Carmín rosa            |  |  |  |
| 'Gneisenau'                                | 1924 | Multiflora híbrido          | Mezcla de blancos      |  |  |  |
| 'St. Ingbert'                              | 1926 | Híbrido perpetuo            | Blanco                 |  |  |  |
| 'Studienrat Schlenz'                       | 1926 | Híbrido de té               | Rosa                   |  |  |  |
| 'Druschki Rubra'                           | 1929 | Híbrido perpetuo            | rojo                   |  |  |  |
| 'Ausonius'                                 | 1932 | Multiflora híbrido          | Rosa suave             |  |  |  |
| 'Grimm'                                    | 1932 | Multiflora híbrido Trepador | Rosa suave             |  |  |  |
| 'Heideröslein'                             | 1932 | Multiflora híbrido Trepador | Salmón-rosa            |  |  |  |
| 'Mosellied'                                | 1932 | Multiflora híbrido          | Púrpura-rojo           |  |  |  |
| 'Rudolf von Bennigsen'                     | 1932 | Trepador                    | rosa                   |  |  |  |
| 'Goldene Druschki'                         | 1933 | Híbrido perpetuo            | Dorado-amarillo        |  |  |  |
| 'Reichspräsident von Hindenburg'           | 1931 | Híbrido de té               | Mezcla de rosas        |  |  |  |
| 'Gartendirektor Otto Linne'                | 1934 | Polyantha híbrido           | Carmín rosa            |  |  |  |
| Kletternde Hermann Robinow                 | 1934 | Pernetiana                  | Salmón-rosa            |  |  |  |
| 'Deutsches Danzig'                         | 1935 | Polyantha                   | Carmín rosa            |  |  |  |
| 'Mozart'                                   | 1937 | Multiflora híbrido          | Rosa intenso           |  |  |  |
| 'Aloysia Kaiser'                           | 1939 | Trepador                    | Amarillo y rojo        |  |  |  |
| 'Martha Lambert'                           | 1939 | Polyantha                   | Rojo                   |  |  |  |